# Helladia diademata
Helladia diademata là một loài bọ cánh cứng trong họ Cerambycidae.